# Thaia tata
Thaia tata är en insektsart som beskrevs av Irena Dworakowska 1976. Thaia tata ingår i släktet Thaia och familjen dvärgstritar. Inga underarter finns listade i Catalogue of Life.